# تومي هيوز
تومي هيوز (بالإنجليزية: Tommy Hughes)‏ (11 يوليو 1947 في المملكة المتحدة - ) هو مدرب كرة قدم ولاعب كرة قدم بريطاني في مركز حراسة المرمى. شارك مع منتخب اسكتلندا تحت 21 سنة لكرة القدم. أما مع النوادي، فقد لعب مع أستون فيلا وبرايتون أند هوف ألبيون وتشيلسي ونادي هيرفورد وTrowbridge Town F.C. ‏ ونادي كلايدبانك ‏.

## وصلات خارجية
- تومي هيوز على موقع قاعدة بيانات كرة القدم.إي يو (الإنجليزية)